# Leichtathletik-Länderkämpfe mit bundesdeutscher Beteiligung 1974
| Leichtathletik-Länderkämpfe mit bundesdeutscher Beteiligung 1974     | Leichtathletik-Länderkämpfe mit bundesdeutscher Beteiligung 1974 | Leichtathletik-Länderkämpfe mit bundesdeutscher Beteiligung 1974 | Leichtathletik-Länderkämpfe mit bundesdeutscher Beteiligung 1974 |
| -------------------------------------------------------------------- | ---------------------------------------------------------------- | ---------------------------------------------------------------- | ---------------------------------------------------------------- |
|                                                                      |                                                                  |                                                                  |                                                                  |
| 1. Länderkampf 1974, Springer-/Werfer (Frauen): HUN – FRG            |                                                                  |                                                                  |                                                                  |
| München 9. Mai 1974                                                  | München 9. Mai 1974                                              | 1. HUN 2. FRG                                                    | 102 P 83 P                                                       |
| 2. Länderkampf 1974, Zehnkampf (M): ROU – FRG                        |                                                                  |                                                                  |                                                                  |
| Bukarest 11./12. Mai 1974                                            | Bukarest 11./12. Mai 1974                                        | 1. ROU 2. FRG                                                    | 36.835 P 36.664 P                                                |
| 3. Länderkampf 1974, Geher (Männer): FRG – GBR                       |                                                                  |                                                                  |                                                                  |
| Hamburg 25. Mai 1974                                                 | Hamburg 25. Mai 1974                                             | 1. FRG 2. GBR                                                    | 26 P 18 P                                                        |
| 4. Länderkampf 1974, Straßenlauf (Männer): FRG – NLD – SUI           |                                                                  |                                                                  |                                                                  |
| Essen 3. Juni 1974                                                   | Essen 3. Juni 1974                                               | 1. SUI 2. FRG 3. NLD                                             | 8:02:05,0 h 8:06:55‚4 h 8:08:27‚4 h                              |
| 5. Länderkampf 1974, Springer-/Werfer (Männer): FRG – FIN – POL      |                                                                  |                                                                  |                                                                  |
| Kassel 8. Juni 1974                                                  | Kassel 8. Juni 1974                                              | 1. FIN 2. FRG 3. POL                                             | 217 P 215 P 196 P                                                |
| 6./7./8. Länderkampf 1974, Frauen: ROU – FRG / FRG – GBR / FRG – ITA |                                                                  |                                                                  |                                                                  |
| Bukarest 9. Juni 1974                                                | Bukarest 9. Juni 1974                                            | 1. ROU 2. FRG                                                    | 75 P 59 P                                                        |
| Bukarest 9. Juni 1974                                                | Bukarest 9. Juni 1974                                            | 1. FRG 2. GBR                                                    | 84 P 50 P                                                        |
| Bukarest 9. Juni 1974                                                | Bukarest 9. Juni 1974                                            | 1. FRG 2. ITA                                                    | 99 P 44 P                                                        |
| 9. Länderkampf 1974, Marathon (Männer): FRA – FRG – ITA – CSK        |                                                                  |                                                                  |                                                                  |
| Angers 13. Juni 1974                                                 | Angers 13. Juni 1974                                             | 1. FRG 2. ITA 3. CSK 4. FRA                                      | 54 P 75 P 76 P 95 P                                              |
| 10./11. Länderkampf 1974, Männer: FRG B – ROU / FRG B – IRL          |                                                                  |                                                                  |                                                                  |
| Bielefeld 16. Juni 1974                                              | Bielefeld 16. Juni 1974                                          | 1. ROU 2. FRG B                                                  | 122 P 101 P                                                      |
| Bielefeld 16. Juni 1974                                              | Bielefeld 16. Juni 1974                                          | 1. FRG B 2. IRL                                                  | 152 P 71 P                                                       |
| 12. Länderkampf 1974, Geher (Männer): BEL – FRG – FRA – SUI          |                                                                  |                                                                  |                                                                  |
| Lessines 22./23. Juni 1974                                           | Lessines 22./23. Juni 1974                                       | 1. FRG 2. FRA 3. BEL 4. SUI                                      | 63 P 49 P 23 P 22 P                                              |
| 13. Länderkampf 1974, Frauen: NOR – FRG – DNK – FIN – ISL – SWE      |                                                                  |                                                                  |                                                                  |
| Oslo 25. Juni 1974                                                   | Oslo 25. Juni 1974                                               | 1. FRG 2. SWE 3. FIN 4. DNK 5. NOR 6. ISL                        | 76 P 55 P 54 P 48 P 42 P 16 P                                    |
| 14. Länderkampf 1974, Männer: FRG – POL                              |                                                                  |                                                                  |                                                                  |
| Augsburg 13./14. Juli 1974                                           | Augsburg 13./14. Juli 1974                                       | 1. FRG 2. POL                                                    | 239 P 191 P                                                      |
| 15. Länderkampf 1974, Frauen: FRG – POL                              |                                                                  |                                                                  |                                                                  |
| Augsburg 13./14. Juli 1974                                           | Augsburg 13./14. Juli 1974                                       | 1. POL 2. FRG                                                    | 148 P 130 P                                                      |
| 16. Länderkampf 1974, Männer: FRA – FRG – CAN                        |                                                                  |                                                                  |                                                                  |
| Clermont-Ferrand 13./14. Juli 1974                                   | Clermont-Ferrand 13./14. Juli 1974                               | 1. CAN 2. FRA 3. FRG                                             | 146 P 144 P 130 P                                                |
| 17./18. Länderkampf 1974, Zehnkampf (Männer): URS – FRG / FRG – USA  |                                                                  |                                                                  |                                                                  |
| Tallinn 3./4. August 1974                                            | Tallinn 3./4. August 1974                                        | 1. URS 2. FRG                                                    | 83.640 P 81.271 P                                                |
| Tallinn 3./4. August 1974                                            | Tallinn 3./4. August 1974                                        | 1. USA 2. FRG                                                    | 46.369 P 45.471 P                                                |
| 19./20. Länderkampf 1974, Fünfkampf (Frauen): URS – FRG / FRG – USA  |                                                                  |                                                                  |                                                                  |
| Tallinn 3./4. August 1974                                            | Tallinn 3./4. August 1974                                        | 1. URS 2. FRG                                                    | 26.410 P 25.335 P                                                |
| Tallinn 3./4. August 1974                                            | Tallinn 3./4. August 1974                                        | 1. FRG 2. USA                                                    | 13.050 P 12.286 P                                                |
| 21./22. Länderkampf 1974, Männer: FRG – URS / FRG – FRA              |                                                                  |                                                                  |                                                                  |
| Stuttgart 10./11. August 1974                                        | Stuttgart 10./11. August 1974                                    | 1. URS 2. FRG                                                    | 232 P 194 P                                                      |
| Stuttgart 10./11. August 1974                                        | Stuttgart 10./11. August 1974                                    | 1. FRG 2. FRA                                                    | 236,5 P 188,5 P                                                  |
| 23./24. Länderkampf 1974, Frauen: FRG – URS / FRG – FRA              |                                                                  |                                                                  |                                                                  |
| Stuttgart 10./11. August 1974                                        | Stuttgart 10./11. August 1974                                    | 1. URS 2. FRG                                                    | 145 P 117 P                                                      |
| Stuttgart 10./11. August 1974                                        | Stuttgart 10./11. August 1974                                    | 1. FRG 2. FRA                                                    | 167 P 89 P                                                       |
| 25. Länderkampf 1974, Männer: NLD – FRG – BEL                        |                                                                  |                                                                  |                                                                  |
| Papendal 11. August 1974                                             | Papendal 11. August 1974                                         | 1. FRG 2. BEL 3. NLD                                             | 154 P 152 P 116 P                                                |
| 26. Länderkampf 1974, Marathon (Frauen): FRG – USA                   |                                                                  |                                                                  |                                                                  |
| Waldniel 22. September 1974                                          | Waldniel 22. September 1974                                      | 1. FRG 2. USA                                                    | 8:41:11,4 h 8:53:21,4 h                                          |
| 27. Länderkampf 1974, Geher (Männer): FRG – SWE                      |                                                                  |                                                                  |                                                                  |
| Koblenz 27. September 1974                                           | Koblenz 27. September 1974                                       | 1. FRG 2. SWE                                                    | 27 P 17 P                                                        |
| Chronik                                                              |                                                                  |                                                                  |                                                                  |
| ← Länderkämpfe 1973                                                  | ← Länderkämpfe 1973                                              | Länderkämpfe 1975 →                                              | Länderkämpfe 1975 →                                              |

Im Jahr 1974 wurden 27 Leichtathletikländerkämpfe mit bundesdeutscher Beteiligung in zwanzig Veranstaltungen ausgetragen. Damit wurde die bisherige Höchstzahl von Ländervergleichen aus dem Jahr Vorjahr um sechs übertroffen.
Nicht berücksichtigt sind der sogenannte „Lugano-Cup“, ein Weltcup der Geher unter dem Dach des Weltleichtathletikverbands (früher: IAAF), sowie der ab 1965 unter Regie des Europäischen Leichtathletikverbands durchgeführte Leichtathletik-Europacup. Hier handelt es sich um Veranstaltungen, die als eigene Wettbewerbe ähnlich wie auch der Leichtathletik-Continentalcup (ab 1977) und der Geher-Europacup (ab 1996) außerhalb der üblichen Länderkämpfe durchgeführt wurden.
Aufgeführt sind hier die Länderkämpfe bundesdeutscher Leichtathleten. Die Sportler der DDR führten nach der deutschen Teilung im Jahr 1949 eigene Veranstaltungen durch.
Vierzehn der Vergleiche in dieser Saison bestanden aus dem allgemeinen leichtathletischen Programm. In den anderen dreizehn Begegnungen standen die Wettbewerbsbereiche Mehrkampf, Gehen, Straßenlauf, Marathonlauf und Sprung/Wurf/Stoß auf dem Programm. Die Frauen bestritten elf Vergleiche in acht Veranstaltungen, die Männer sechzehn Vergleiche in zwölf Veranstaltungen.
Von den Frauenbegegnungen fanden zwei im Fünfkampf. einer im Marathonlauf und ein weiterer im Bereich Sprung/Wurf statt, die anderen sieben mit einer Mischung allgemeiner leichtathletischer Disziplinen.
Drei der Männerbegegnungen wurden von den Gehern bestritten, ebenfalls drei von den Zehnkämpfern sowie je einer von den Straßenläufern. Marathonläufern und den Springern/Werfern. Die restlichen sieben Aufeinandertreffen der Männer fanden als Veranstaltungen allgemeiner leichtathletischer Disziplinen statt.

## Saisonhöhepunkt
Internationaler Höhepunkt für die europäische Leichtathletik waren in dieser Saison die Europameisterschaften, die vom 1. bis 8. September in Rom ausgetragen wurden. Das Abschneiden der bundesdeutschen Leichtathleten war in diesem Jahr nicht erfolgreich. Als siebtbeste Nation im Medaillenspiegel gab es nur einmal Gold, insgesamt aber immerhin zwölf Medaillen. Angeführt wurde der Medaillenspiegel wie immer in den letzten Jahren von der DDR (zehn Mal Gold, insgesamt 27 Medaillen) und der Sowjetunion (neun Mal Gold, insgesamt siebzehn Medaillen).

## Länderkämpfe mit Vertretern aus der zweiten Reihe
In drei Länderkämpfen trat die Bundesrepublik Deutschland mit Vertretern aus der zweiten Reihe an.
- Leichtathletik-Länderkämpfe der Männer gegen Rumänien und gegen Irland am 16. Juni in Bielefeld.
Dieser Vergleich wurde aufgrund des eng gedrängten Terminkalenders der bundesdeutschen Spitzenathleten mit einem B-Team bestritten.
- Leichtathletik-Länderkampf der Männer gegen Frankreich und Kanada am 13./14. Juli in Clermont-Ferrand.
In diesem Vergleich musste ein bundesdeutsches B-Team starten, weil in Augsburg mit dem A-Team gleichzeitig ein Vergleich gegen Polen ausgetragen wurde.
- Leichtathletik-Länderkampf der Männer gegen die Niederlande und Belgien am 11. August in Papendal.
In diesem Vergleich musste ebenfalls aufgrund eines parallel stattfindenden Vergleichs der A-Mannschaft gegen die Sowjetunion und gegen Frankreich ein bundesdeutsches B-Team starten.

## Bilanz
In der Saison 1974 gab es für die bundesdeutschen Männer in ihren sechzehn Länderkämpfen acht Niederlagen:
- Zehnkampf-Länderkampf gegen Rumänien am 11./12. Mai in Bukarest
- Straßenlauf-Länderkampf gegen die Niederlande und die Schweiz am 3. Juni in Essen
- Springer-/Werfer-Länderkampf gegen Finnland und Polen am 8. Juni in Kassel
- Leichtathletik-Länderkampf einer B-Mannschaft gegen Rumänien am 16. Juni in Bielefeld
- Leichtathletik-Länderkampf gegen Frankreich und Kanada am 13./14. Juli in Clermont-Ferrand – dritter Platz hinter Kanada und Frankreich
- Zehnkampf-Länderkampf gegen die Sowjetunion am 3./4. August in Tallinn
- Zehnkampf-Länderkampf gegen die USA am 3./4. August in Tallinn
- Leichtathletik-Länderkampf gegen die Sowjetunion am 10./11. August in Stuttgart

Die weiteren acht Männerbegegnungen entschieden die bundesdeutschen Athleten für sich. Die Männer hatten damit am Ende der Saison in ihren seit dem ersten Länderkampf 1921 in insgesamt 308 Vergleichen 240 Siege und drei Unentschieden erzielt sowie 65 Niederlagen erlitten. Nur gegen die USA hatte es nach wie vor keinen Erfolg gegeben.
Die Frauen erlitten in ihren elf Länderkämpfen fünf Niederlagen:
- Springer-/Werfer-Länderkampf gegen Ungarn am 9. Mai in München
- Leichtathletik-Länderkampf gegen Rumänien am 9. Juni in Bukarest
- Leichtathletik-Länderkampf gegen Polen am 13./14. Juli in Augsburg
- Fünfkampf-Länderkampf gegen die Sowjetunion am 3./4. August in Tallinn
- Leichtathletik-Länderkampf gegen die Sowjetunion am 10./11. August in Stuttgart

Ihre weiteren sechs Länderkämpfe bestritten die bundesdeutschen Leichtathletinnwn siegreich. Damit hatten sie seit dem ersten Frauenländerkampf 1928 in 110 Aufeinandertreffen jetzt insgesamt 81 Siege errungen, ein Unentschieden erzielt und 28 Niederlagen hinnehmen müssen. Außer dem Britischen Empire gab es keinen Gegner, gegen den die deutschen Leichtathletinnen noch ohne Sieg geblieben waren.
In der Gesamtsumme aller ihrer Länderkämpfe hatten die deutschen Leichtathleten von 418 Vergleichen 321 gewonnen, 93 verloren und vier Unentschieden erzielt. Elf der Niederlagen stammten dabei aus zweiten Plätzen in Begegnungen mit mehr als zwei Nationen.

## Verschiedene Formen von Länderkämpfen
Es gab weiterhin sechs verschiedene Arten von Länderkämpfen:
1. Vergleiche mit einer Mischung von Disziplinen aus dem allgemeinen leichtathletischen Programm
Jede Nation war in der Regel mit zwei Athleten je Disziplin vertreten. Bei den Männern waren hier zwanzig Wettbewerbe zum Standard geworden. Aus dem olympischen Wettbewerbskatalog fehlten dabei in der Regel nur der Marathonlauf, die beiden Gehwettbewerbe und der Zehnkampf. Der Länderkampfdisziplinkatalog bei den Frauen hatte bis 1968 standardmäßig aus elf Disziplinen bestanden und war mit den damals bei Olympischen Spielen angebotenen Frauenwettbewerben identisch. Von 1969 an gab es hier Veränderungen: (1) Mit dem 1500-Meter-Lauf sowie der 4-mal-400-Meter-Staffel wurden zwei neue Wettbewerbe, die bei den Europameisterschaften 1969 in das Programm aufgenommen worden waren, mit in den Katalog der Frauenländerkämpfe integriert. Damit erhöhte sich die Zahl der Disziplinen auf dreizehn. (2) Der 80-Meter-Hürdenlauf war ab 1969 überall durch den 100-Meter-Hürdenlauf ersetzt worden. Das war auch bei den Länderkämpfen der Fall. Neu hinzu kam nun manchmal auch ein Rennen über 3000 Meter, eine Strecke, die erst 1984 olympisch wurde und dann in Angleichung an das Männerprogramm 1996 durch den 5000-Meter-Lauf abgelöst wurde. In seltenen Fällen gab es sowohl bei den Frauen als auch bei den Männern Abweichungen vom Standard in Form von Hinzunahme oder Weglassen einzelner Disziplinen.
2. Vergleiche im Mehrkampf – bei den Frauen im Fünfkampf, bei den Männern im Zehnkampf
Die Zahl der Vertreter je Land war dabei nicht standardisiert. In der Regel wurden von den gestarteten Teilnehmern nicht alle gewertet. Bei vier Vertretern je Disziplin beispielsweise wurden meist die drei Besten gewertet.
3. Vergleiche der Geher
Diese Begegnungen wurden in Form von Straßengehen ausgetragen. Es kamen zwei Disziplinen zur Austragung, ein Wettkampf über 20 Kilometer und ein Wettkampf über eine längere Distanz, die manchmal über 35 und manchmal über 50 Kilometer führte. Bezüglich der Teilnehmerzahl je Land und Wettbewerb wurde verfahren wie in den Mehrkämpfen.
4. Vergleiche im Straßenlauf
Ausgetragen wurde ein Rennen über dreißig Kilometer. Auch hier wurde bezüglich der Teilnehmerzahl je Land verfahren wie in den Mehrkämpfen.
5. Vergleiche im Marathonlauf.
Bezüglich der Teilnehmerzahl je Land wurde hier ebenfalls verfahren wie in den Mehrkämpfen.
6. Vergleiche mit den alleinigen Disziplinen SprungWurf/Stoß.
In diesem Jahr wurde die in der vorangegangenen Saison zum ersten Mal durchgeführte Form eines Wettkampfs, in dem alleine die Werfer und Hochspringer angetreten waren, erweitert, indem der gesamte Bereich der vier Sprungdisziplinen miteinbezogen wurde.

## Austragungsform und Wertungsmodus
In der Vergangenheit wurden Länderkämpfe mit dem allgemeinen leichtathletischen Programm sowie die neuen Vergleiche der Springer/Werfer in der Regel mit zwei Vertretern pro Land und Disziplin durchgeführt. In immer mehr Vergleichen wurden nun drei Teilnehmer je Land und Wettbewerb eingesetzt. Die Regeln zur Punktevergabe wurden dabei durchgängig so angewendet, dass der Letztplatzierte einen Punkt erhielt, die weiteren Athleten in den Platzierungen jeweils aufwärts bis hin zu Rang zwei einen Punkt mehr. Der Erstplatzierte bekam zwei Punkte mehr gutgeschrieben als der Athlet auf Platz zwei. Für Länderkämpfe mit zwei Vertretern je Land und Disziplin bedeutete das: Platz 1: 5 P, Pl. 2: 3 P, Pl. 3: 2 P, Pl. 4: 1 P. Bei drei Vertretern je Land und Disziplin ergab sich folgende Punktevergabe: Platz 1: 7 P, Pl. 2: 5 P, Pl. 3: 4 P, Pl. 4: 3 P, Pl. 5: 2 P, Pl. 6: 1 P. Für die Staffeln gab es durchgängig fünf zu zwei Punkte.
Die Regeln zur Punktevergabe wurden ohne Ausnahme nach diesem standardisierten Wertungssystem angewendet. In weiteren Begegnungen mussten aufgrund anderer Rahmenbedingungen – mehr als zwei Teilnehmer je Nation in der Wertung oder mehr als ein Gegnerland – andere Regeln zur Punktevergabe zur Anwendung kommen. In den Mehrkämpfen wurden die Begegnungen entweder wie in anderen Begegnungen über die Platzierungen oder die Addition der im Wettkampf erzielten Punkte gewertet. Ähnlich wurde in den Straßenlauf-Länderkämpfen verfahren. Dort wurde entweder über die Platzierungen oder über die Addition der erzielten Zeiten gewertet.

## Zahl der Länderkämpfe
Es gab in diesem Jahr insgesamt sechs Veranstaltungen, in denen drei Nationen antraten, die jedoch nicht gemeinsam wie in einem Dreiländerkampf gewertet wurden. Stattdessen wurden hier in einer gemeinsamen Austragung jeweils getrennte Wertungen gegen die beiden Gegner der bundesdeutschen Teams vorgenommen. In diesen Ansetzungen wurden somit zwei Länderkämpfe gleichzeitig in gemeinsamer Durchführung ausgetragen. In einem Fall gab es beim Aufeinandertreffen von vier Teams, die jeweils in Zweiländervergleichen gewertet wurden, sogar drei Länderkämpfe bei einer Veranstaltung. So kommen in der Zählung in diesem Jahr insgesamt 27 Länderkämpfe bei nur zwanzig Veranstaltungen zustande.

## Springer-/Werfer-Länderkampf der Frauen gegen Ungarn
Den ersten Länderkampf dieser Saison bestritten die Frauen. Schon am 9. Mai trafen sie sich in München zu ihrem zweiten Vergleich im Bereich Sprung/Wurf mit Ungarn. Die erste Begegnung im Vorjahr hatte die Bundesrepublik Deutschland knapp für sich entschieden. In diesem Jahr war Ungarn das bessere Team. Die Ungarinnen siegten mit 102 zu 83 Punkten und brachten den bundesdeutschen Leichtathletinnen damit die erste Niederlage in diesem Jahr bei.

## Zehnkampf-Länderkampf der Männer gegen Rumänien
Im zweiten Vergleich des Länderkampfjahres 1974 trafen die bundesdeutschen Zehnkämpfer zum dritten Mal in einem Zwei-Nationen-Vergleich auf Rumänien. Das erste Aufeinandertreffen vier Jahre zuvor und auch die zweite Begegnung im Vorjahr hatte die Bundesrepublik gewonnen. Darüber hinaus hatte es zwei Vergleiche zwischen den beiden Ländern gegeben, in denen Polen als dritter Teilnehmer dazugekommen war. In diesen beiden Wettkämpfen hatte das bundesdeutsche einmal gesiegt und 1972 mit einer B-Mannschaft den dritten Platz belegt. Die diesjährige Begegnung fand am 11./12. Mai in der rumänischen Hauptstadt Bukarest statt. Mit 36.664 zu 36.835 Punkten musste die Bundesrepublik diesmal eine knappe Niederlage hinnehmen.

## Geher-Länderkampf der Männer gegen Großbritannien
Der dritte Länderkampf des Jahres fand ebenfalls noch früh in der Saison am 25. Mai statt. In Hamburg bestritten die Geher ihren insgesamt fünften Vergleich mit Großbritannien. Den ersten im Jahr 1969 hatten die Briten für sich verbuchen können, die drei weiteren Begegnungen waren an die Bundesrepublik gegangen. Außerdem hatte 1968 ein Dreiländerkampf der Geher mit britischer und bundesdeutscher Beteiligung stattgefunden, den Großbritannien gewonnen hatte. Hier in Hamburg setzten sich die bundesdeutschen Vertreter mit diesmal 26 zu achtzehn Punkten zum vierten Mal in Folge gegen die Briten durch.

## Straßenlauf-Länderkampf der Männer gegen die Niederlande und die Schweiz
Der vierte Saisonvergleich wurde zwischen den Straßenläufern aus der Schweiz, der Bundesrepublik Deutschland und den Niederlanden ausgetragen. Die Begegnung fand am 3. Juni in Essen statt und war der einzige Länderkampf im Straßenlauf in diesem Jahr. Schon zum zwölften Mal gab es dieses Aufeinandertreffen, zuvor hatten immer die bundesdeutschen Läufer vorne gelegen. Doch diesmal setzte sich mit etwas mehr als acht Stunden und zwei Minuten zum ersten Mal das Team aus der Schweiz durch. Etwa viereinhalb Minuten dahinter belegte die bundesdeutsche Mannschaft den zweiten Platz. Nur circa eineinhalb Minuten zurück, kam die Niederlande auf den dritten Rang.

## Springer-/Werfer-Länderkampf der Männer gegen Finnland und Polen
Im fünften Jahresvergleich gab es wieder einen Länderkampf, den alleine die Springer und Werfer austrugen. Diesmal waren die Männer an der Reihe, die am 8. Juni in Kassel auf Finnland und Polen trafen. Im Vorjahr hatte es diese Begegnung bereits einmal gegeben, als in Helsinki Finnland gewonnen hatte. In diesem Jahr kam als dritte Nation Polen dazu. Auch in Kassel lagen die finnischen Athleten wieder vorn. Mit 217 Punkten gewannen sie mit einem Vorsprung von nur zwei Punkten denkbar knapp vor ihren bundesdeutschen Kontrahenten. Polen wurde mit 196 Punkten Dritter.

## Leichtathletik-Länderkämpfe der Frauen gegen Rumänien / gegen Großbritannien / gegen Italien
Im sechsten sowie gleichzeitig siebten und achten Saisonvergleich kam es zur ersten Veranstaltung mit mehreren Teams und getrennten Länderkampfwertungen. Für die die bundesdeutschen Frauen ergaben sich am 9. Juni in Bukarest daraus die Begegnungen mit Gastgeber Rumänien, mit Großbritannien und mit Italien. Durchgeführt wurden Wettkämpfe mit dem allgemeinen leichtathletischen Programm.
Die Bundesrepublik und Rumänien waren vorher vier Mal aufeinander getroffen, jedes Mal waren die bundesdeutschen Frauen siegreich gewesen. Doch diesmal reichte es nicht zu einem Erfolg. Mit 59 zu 75 Punkten musste sich das bundesdeutsche Team geschlagen geben.
Gegen Großbritannien war es bereits die dreizehnte Begegnung der bundesdeutschen Leichtathletinnen. Die Bilanz lautete sieben zu fünf für die Bundesrepublik. Auch hier in Bukarest setzten sich die bundesdeutschen Frauen mit 84 zu fünfzig Punkten wieder deutlich durch.
Mit den Italienerinnen hatte es schon länger kein Kräftemessen eines bundesdeutschen Frauenteams gegeben. Die letzte Begegnung hatte 1958 stattgefunden. Nun bestritten die beiden Länder ihre achte Begegnung und die Bundesrepublik Deutschland siegte zum achten Mal, diesmal mit großer Überlegenheit und 99 zu 44 Punkten.

## Marathonlauf-Länderkampf der Männer gegen Frankreich, Italien und die Tschechoslowakei
Im neunten Vergleich kam es zu einem Vierländerkampf im Marathonlauf der Männer in gemeinsamer Wertung. Am 13. Juni trafen sich dazu die Läufer aus Frankreich, Italien und der Tschechoslowakei. Gastgeber war die französische Stadt Angers. Dieses Aufeinandertreffen fand zum ersten Mal statt. Die Platzzifferwertung führte zu einem Sieg der bundesdeutschen Teilnehmer mit 54 Punkten vor Italien (75 Punkte) und der Tschechoslowakei (76 Punkte). Gastgeber Frankreich landete mit 95 Punkten auf Rang vier.

## Leichtathletik-Länderkämpfe einer Männer B-Mannschaft gegen Rumänien und gegen Irland
Im zehnten und gleichzeitig elften Vergleich dieser Saison kam es zum zweiten Mal in diesem Jahr zu Länderkämpfen mit getrennter Wertung der Teilnehmerländer, die gemeinsam in einer Veranstaltung durchgeführt wurden. Am 16. Juni wurden die Begegnungen der Männer zwischen einer bundesdeutschen B-Mannschaft mit Rumänien sowie mit Irland in Bielefeld ausgetragen.
Ein Aufeinandertreffen der deutschen Männer mit Rumänien hatte zuletzt 1942 stattgefunden. Die beiden Mannschaften traten nun zum dritten Mal gegeneinander an. Die Bundesrepublik Deutschland war ganz offiziell mit Athleten aus der zweiten Reihe angereist und verlor in Bielefeld mit 101 zu 122 Punkten.
Die einzige Begegnung der bundesdeutschen Männer mit Irland hatte es 1972 gegeben. Die Bundesrepublik hatte sich dabei sehr klar durchgesetzt. Das war auch bei diesem zweiten Vergleich in Bielefeld der Fall. Mit 151 zu 71 Punkten kam die bundesdeutsche Mannschaft zu einem überlegenen Sieg.

## Geher-Länderkampf der Männer gegen Belgien, Frankreich und die Schweiz
Der zwölfte Saisonvergleich war ein Vierländerkampf zwischen den Gehern aus Belgien, der Bundesrepublik Deutschland, Frankreich und der Schweiz. Die Begegnung fand am 22./23. Juni in der belgischen Stadt Lessines statt und war der zweite von drei Länderkämpfen im Gehen in diesem Jahr. In dieser Vierer-Konstellation war die Begegnung einmal zuvor ausgetragen worden. In den Jahren davor hatte es jedoch schon sechs Vergleiche mit den drei Teilnehmernationen BR Deutschland, Frankreich und der Schweiz gegeben. 1973 war Belgien neu hinzugekommen. Alle vergangenen Aufeinandertreffen hatten die bundesdeutschen Geher für sich entschieden. Auch in Bielefeld siegte die Bundesrepublik Deutschland mit 63 Punkten. Frankreich belegte mit 49 Punkten den zweiten Platz vor Belgien (23 Punkte) und der Schweiz (22 Punkte).

## Leichtathletik-Länderkampf der Frauen gegen Norwegen, Dänemark, Finnland, Island und Schweden
Der dreizehnte Länderkampf des Jahres führte die bundesdeutschen Frauen in die norwegische Hauptstadt Oslo. Am 25. Juni wurde dort ein Sechsländerkampf ausgetragen zwischen Norwegen, der Bundesrepublik Deutschland, Dänemark, Finnland, Island und Schweden. Ein solcher Vergleich fand zum ersten Mal statt. Die Bundesrepublik Deutschland sammelte 76 Punkte und lag damit vorne vor Schweden mit 55 Punkten. Mit 54 Punkten folgte Finnland knapp dahinter auf Platz drei. Vierter wurde Dänemark (48 Punkte) vor Norwegen (42 Punkte) und Island (sechzehn Punkte).

## Leichtathletik-Länderkampf der Männer gegen Polen
Im vierzehnten Vergleich dieses Jahres ging es für die bundesdeutschen Männer wieder einmal gegen Polen. Das letzte Aufeinandertreffen der beiden Nationen im Jahr 1967 war unentschieden ausgegangen, nachdem die bundesdeutsche Mannschaft davor fünf Niederlagen in Folge hatte einstecken müssen. Die nun zwölfte Begegnung zwischen der Bundesrepublik Deutschland und Polen fand am 13./14. Juli in Augsburg statt. Die Bilanz lautete bei einem Remis sieben zu drei für Polen. Doch hier in Augsburg gelang den bundesdeutschen Leichtathleten wieder ein Sieg über diesen starken Gegner. Mit 239 zu 191 Punkten lag die Bundesrepublik vorn. Auch die Frauen beider Länder traten am selben Termin und selben Ort zu einem eigenen Vergleich an.

## Leichtathletik-Länderkampf der Frauen gegen Polen
Am 13./14. Juli trafen sich wie ihre männlichen Kollegen die Leichtathletinnen aus der Bundesrepublik und Polen zu einem Länderkampf, dem fünfzehnten im Jahr 1974. Es war die die elfte Begegnung der beiden Länder und die bundesdeutschen Frauen lagen in der bisherigen Bilanz mit sieben zu drei vorn. Doch auch in diesem Aufeinandertreffen kam es zu einer Trendwende und Polen gewann mit 148 zu 130 Punkten.

## Leichtathletik-Länderkampf der Männer gegen Frankreich und Kanada
Den sechzehnten Länderkampf 1974 trugen die bundesdeutschen Männer am 13./14. Juli im französischen Ort Clermont-Ferrand mit einer B-Mannschaft gegen Frankreich und Kanada aus. Mit ihrer Besetzung aus Athleten der zweiten Reihe fanden sich die bundesdeutschen Vertreter mit 130 Punkten am Ende auf Platz drei wieder. Mit 146 Punkten siegte das Team aus Kanada mit nur zwei Punkten Vorsprung vor Frankreich.

## Zehnkampf-Länderkämpfe der Männer gegen die Sowjetunion und gegen die USA
Zu einem Zehnkampf mit zwei sehr starken Gegnern kam es im siebzehnten und gleichzeitig achtzehnten Saisonvergleich. Am 3./4. August traten die bundesdeutschen Zehnkämpfer in einer gemeinsamen Veranstaltung im estländischen Tallinn mit getrennten Wertungen für jeweils zwei Mannschaften gegen die Sowjetunion und gegen die USA an. Gegen die UdSSR war es der achte Wettkampf, die Zwischenbilanz lautete vier zu zwei für die UdSSR. Das Aufeinandertreffen mit den Zehnkämpfern aus den USA gab es in Tallinn zum ersten Mal. Am Ende mussten die bundesdeutschen Athleten sich in beiden Länderkämpfen geschlagen geben, gegen die Sowjetunion mit 81.271 zu 83.640 Punkten und gegen die USA mit 45.471 zu 46.369 Punkten. Auch die Mehrkämpferinnen der drei Länder trafen sich am selben Termin in Tallinn zu einem eigenen Vergleich.

## Fünfkampf-Länderkämpfe der Frauen gegen die Sowjetunion und gegen die USA
Im neunzehnten und zwanzigsten Vergleich traten die bundesdeutschen Fünfkämpferinnen am 3./4. August in Tallinn gegen die Sowjetunion sowie in getrennter Wertung gegen die USA an. Gegen die UdSSR hatte es zuvor fünf Fünfkampf-Begegnungen gegeben, drei hatte die Sowjetunion gewonnen, zwei Siege hatte es für die Bundesrepublik Deutschland gegeben. Auf die US-Amerikanerinnen trafen die bundesdeutschen Fünfkämpferinnen hier zum ersten Mal. Die Ausgänge der beiden Begegnungen in Tallinn waren für die bundesdeutschen Frauen unterschiedlich. Gegen die Sowjetunion unterlagen sie mit 25.335 zu 26.410 Punkten, gegen die USA gewannen sie mit 13.050 P zu 12.286 Punkten.

## Leichtathletik-Länderkämpfe der Männer gegen die Sowjetunion und gegen Frankreich
Auch die Länderkämpfe Nummer 21 und 22 wurden wieder in einer gemeinsamen Veranstaltung mit drei Ländern und getrennten Wertungen für je zwei Teilnehmerteams ausgetragen. Erneut gehörte zu den Gegnern der bundesdeutschen Männer mit der Sowjetunion eine der stärksten Leichtathletiknationen Europas. Als drittes Land war Frankreich an diesem Wettbewerb, der am 10./11. August in Stuttgart stattfand, beteiligt. Es war die sechste Begegnung mit der UdSSR in einer Veranstaltung mit einem allgemeinen leichtathletischen Programm und außer der ersten Begegnung 1958 in Augsburg hatte die UdSSR alle weiteren Vergleiche für sich entschieden. Gegen Frankreich hatte es zuvor 23 Länderkämpfe der bundesdeutschen Männer gegeben, die alle an die Bundesrepublik gegangen waren. In beiden Vergleichen wurden die Trends und Ergebnisse der bisherigen Aufeinandertreffen bestätigt. Gegen die Sowjetunion verlor das bundesdeutsche Team mit 194 zu 232 Punkten und gegen Frankreich gab es mit 236,5 P zu 188,5 Punkten einen bundesdeutschen Sieg. Gleichzeitig trafen sich am selben Ort auch die Frauen der drei Länder zu eigenen Länderkämpfen.

## Leichtathletik-Länderkämpfe der Frauen gegen die Sowjetunion und gegen Frankreich
Den 23. und gleichzeitig 24. Länderkampf der laufenden Saison trugen die bundesdeutschen Frauen wie ihre männlichen Kollegen am 10./11. August in Stuttgart in getrennten Wertungen für je zwei Länder gemeinsam mit der Sowjetunion und Frankreich aus. Mit der UdSSR trafen sich die bundesdeutschen Frauen bei einer Zwischenbilanz von drei zu zwei für diese Gegnerinnen zum sechsten Mal. Gegen Frankreich hatte es zuvor erst eine Begegnung der bundesdeutschen Leichtathletinnen gegeben, die 1968 stattgefunden hatte und von der Bundesrepublik Deutschland gewonnen worden war. In Stuttgart mussten sich die bundesdeutschen Sportlerinnen der Sowjetunion mit 117 zu 145 Punkten erneut geschlagen geben. Das Aufeinandertreffen mit Frankreich endete dagegen mit einem deutlichen Sieg für die Bundesrepublik mit 167 zu 89 Punkten.

## Leichtathletik-Länderkampf der Männer gegen die Niederlande und Belgien
Der 25. Vergleich des Jahres 1974 war ein Dreiländerkampf der Männer zwischen den Niederlanden, der Bundesrepublik Deutschland und Belgien mit gemeinsamer Wertung. Am 11. August trafen sich die drei Länder im niederländischen Papendal zum dritten Mal in dieser Konstellation. Beide vorangegangenen Begegnungen hatte die Bundesrepublik vor Belgien und den Niederlanden gewonnen. Auch in Zweiervergleichen gegen diese Gegner hatte die Bundesrepublik Deutschland immer die Oberhand behalten. In diesem Jahr gab es die identische Reihenfolge der ersten beiden Aufeinandertreffen. Die Bundesrepublik Deutschland siegte allerdings nur sehr knapp mit 154 Punkten vor den nur zwei Punkte zurückliegenden Belgiern. Die Niederlande kam mit 116 Punkten auf den dritten Platz.
Es war der letzte Länderkampf vor den Europameisterschaften in Rom.

## Marathonlauf-Länderkampf der Frauen gegen die USA
Im 26. Saisonvergleich kam es zu einem ganz besonderen Ereignis. Lange vor der Aufnahme des Marathonlaufs für Frauen in das Programm internationaler Meisterschaften (Europameisterschaften 1982 in Athen / Weltmeisterschaften 1983 in Helsinki) und Olympischer Spiele (1984 in Los Angeles) wurde dieser noch um Anerkennung kämpfende Wettbewerb zum ersten Mal in einem Frauenländerkampf ausgetragen. Die Begegnung fand am 22. September, elf Tage nach Beendigung der Europameisterschaften, in Waldniel zwischen der Bundesrepublik Deutschland und den USA statt. Die bundesdeutschen Frauen siegten mit einem Vorsprung von gut zwölf Minuten in 8:41:11,4 Stunden.

## Geher-Länderkampf der Männer gegen Schweden
Der 27. und letzte Ländervergleich des Jahres 1974 war ein Länderkampf der Geher. Am 27. September kam es in Koblenz zum vierzehnten Aufeinandertreffen mit Schweden in dieser Disziplin. Mit dem Sieg in der letzten Begegnung 1973 im schwedischen Kiruna hatte Deutschland in der Bilanz mit sieben zu sechs zum ersten Mal die Führung übernommen. Auch hier in Koblenz entschieden die bundesdeutschen Geher den Länderkampf mit diesmal 27 zu siebzehn Punkten für sich.